# Anglais britannique

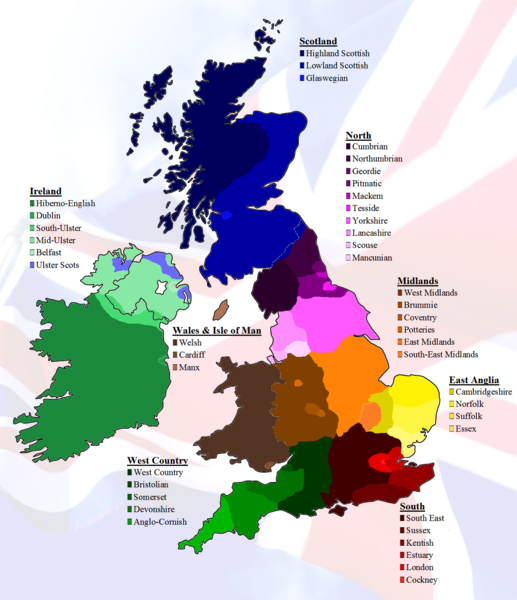
Carte des dialectes traditionnels d’Irlande et de la Grande-Bretagne

L'expression « anglais britannique » (en anglais : British English, prononcé : /ˈbɹɪtɪʃ ˈɪŋɡlɪʃ/) ou « anglais européen » (en anglais : European English, /ˌjʊəɹəˈpiːən ˈɪŋɡlɪʃ/) est employée de façon plus ou moins précise pour différencier les variétés de la langue anglaise employées au Royaume-Uni des autres variétés de l'anglais à travers le monde. Ce terme comprend toutes les variétés présentes au Royaume-Uni, c'est-à-dire en Angleterre, en Écosse, en Irlande du Nord et au Pays de Galles. Parfois, le terme est employé de façon plus large par certaines personnes qui comptent également la République d'Irlande. L'anglais britannique est aussi l'anglais officiel de l'Union européenne[réf. nécessaire].
Il y a de légères variations régionales dans l'anglais écrit au Royaume-Uni. Par exemple, bien que le mot wee soit en principe interchangeable avec little dans certains contextes, il est plus susceptible d'être écrit par quelqu'un originaire du nord de la Grande-Bretagne (et plus particulièrement en Écosse) ou d'Irlande du Nord que par quelqu'un d'Angleterre du Sud ou du pays de Galles.
Toutefois, il y a un degré important d'uniformité dans l'anglais écrit au sein du Royaume-Uni que l'on peut qualifier d'anglais britannique. En revanche, les formes de l'anglais parlé diffèrent considérablement plus que dans d'autres pays anglophones. Il est par conséquent plus difficile de parler d'un concept uniforme d'« anglais britannique » pour la langue parlée. Selon Tom McArthur, « pour beaucoup de gens… particulièrement en Angleterre, le terme anglais britannique est tautologique ». Il partage « toutes les ambiguïtés et les tensions avec le mot « anglais britannique », par conséquent il peut être utilisé et interprété de deux manières plus ou moins largement, dans une zone de flou et d'ambiguïté ».

## Histoire
L'anglais est une langue germanique occidentale dérivée du dialecte anglo-frison importé en Angleterre par les colons germaniques originaires de plusieurs régions de ce qui est aujourd'hui le Nord-Ouest de l'Allemagne et le Nord des Pays-Bas. Au début, le vieil anglais correspondait à un groupe de dialectes reflétant les origines variées des royaumes anglo-saxons d'Angleterre. Un de ces dialectes, le saxon occidental tardif, a fini par dominer. Il y a 300 ans, il n'y avait qu'une seule version de l'anglais - britannique. Cette langue a été apportée par les Britanniques vers de nouvelles terres.
Le vieil anglais original fut influencé par deux vagues d'invasions ; la première fut l'influence scandinave à la suite de la conquête et de la colonisation de diverses parties de la Grande-Bretagne aux VIIIe et IXe siècles. La deuxième fut l'influence normande pendant le XIe siècle. Ce mélange donna naissance à l'anglo-normand. Ces deux invasions ont fait de l'anglais un véritable « mélange » (bien qu'il ne fut jamais question d'une « langue métisse » à proprement parler ; de telles langues apparaissent à la suite d'une cohabitation de personnes parlant des langues différentes qui finissent par développer une forme hybride pour la communication courante).
La cohabitation avec les Scandinaves a donné lieu à des simplifications grammaticales ainsi qu'à un enrichissement lexical notable de l'anglo-frison original. L'installation plus tardive des normands a fait entrer de nombreux termes d'origines romanes dans la langue encore germanique. Cette influence normande résulte essentiellement des usages de la cour et du gouvernement dont le normand était la langue. L'anglais est ainsi devenu une langue d'une grande flexibilité et riche en emprunts avec un vaste lexique.

## Dialectes
Les dialectes et les accents se divisent en quatre grandes zones géographiques. Il existe toutefois des variations au sein de ces mêmes zones ainsi qu'entre les différents groupes socio-économiques (classes) d'une même région.
Les principales divisions sont habituellement classifiées comme anglais anglais (ou l'anglais tel qu'il est parlé en Angleterre, comprenant les dialectes sud-anglais (Southern English, ceux des Midlands (Midlands English), ceux du Nord (Northern English), l'anglais gallois (Welsh English, à ne pas confondre avec la langue galloise cymrique), et l'anglais écossais (Scottish English) (à ne pas confondre avec le scots, parlé en Écosse).
Les différents dialectes britanniques varient aussi par rapport au vocabulaire emprunté à d'autres langues. Ainsi les dialectes écossais et du Nord de l'Angleterre comprennent de nombreux mots d'origines norroise et quelques-uns du gaélique écossais, tandis que d'autres termes ont gardé leur forme anglo-saxonne ancienne tels que kirk (church), beck (stream), feart (feared), fell (hillside), kistie (chest, box), lang syne (long ago), etc. Les aires dialectales traditionales sont Northumberland, Lower North, 
Lancashire, South Yorkshire, Staffordshire, Leicestershire, Lincolnshire, Northern Southwest, Eastern Southwest, Western Southwest, Central East, Southeast et Eastern Counties.
Après sa grande enquête sur les dialectes anglais (survey of English Dialects) effectuée en 1949–1950, l'université de Leeds a récemment commencé à travailler sur un nouveau projet. En mai 2007 l'Arts and Humanities Research Council a délivré une bourse à une équipe encadrée par Sally Johnson, (professeur de linguistique et de phonétique à l'université de Leeds) afin que soient étudiés les dialectes régionaux britanniques,.
L'équipe de Johnson [a] passe en revue un maximum de mots d'argot et de formes parlées grâce au Voice Project lancé par la British Broadcasting Corporation (BBC) qui consiste à inviter le public à envoyer des expressions et des tournures rencontrées à travers le pays.
Le Voices Project de la BBC a aussi permis de collecter des centaines de nouveaux articles concernant la manière dont les jeunes Britanniques utilisaient l'anglais pour jurer dans les écoles.
Les résultats seront compilés et analysés par l'équipe de Johnson par rapport à leur contenu ainsi qu'à leur origine géographique. « Peut-être que la découverte la plus remarquable de l'étude Voices est que la langue anglaise est plus variée que jamais, et ce malgré notre mobilité croissante et notre exposition aux accents et aux dialectes des autres à travers les médias » 
Quant au retour de la bourse versée en 2007, le journal The Independent a déclaré :

« Mr Upton, who is Professor of English at Leeds University, said that they were “very pleased” and indeed, “well chuffed” at receiving their generous grant. He could, of course, have been “bostin” if he had come from the Black Country, or if he was a Scouser he would have been well “made up” over so many spondoolicks, because as a Geordie might say, £460,000 is a “canny load of chink” »

### Accents régionaux
La forme d'anglais plus communément associée avec la « classe supérieure » (upper class) dans les régions les plus méridionales de l'Angleterre est appelée « RP » (de Received Pronunciation)
Cette variété est un dérivé des dialectes des Midlands et du Sud qui étaient parlés à Londres au début de la période moderne. C'est la forme fréquemment enseignée aux étrangers apprenant l'anglais.
D'autre part, les personnes venant d'autres régions d'Angleterre ne parlent pas forcément avec un accent dit RP qui tend à être un dialecte de « classe ». Il est d'ailleurs souvent qualifié d'« anglais de la Reine » ou d'« anglais de la BBC » (puisqu'il était celui utilisé à la radio et à la télévision). De nos jours, une grande variété d'accents sont représentés. Environ deux pour cent des Britanniques parleraient l'RP qui a lui-même beaucoup évolué lors des quarante dernières années.
Dans le Sud-Ouest, on peut remarquer des accents significativement différents ; ainsi le cockney londonien est-il très différent de l'RP et son argot peut être difficile à comprendre pour un Britannique originaire d'une autre région.
Dans le comté du Surrey (sud-est) où le RP est dominant, les zones les plus proches de Londres virent au cockney tandis que plus au sud vers le Sussex et le Hampshire l'accent est plus « rustique ». Les accents de la côte sud peuvent ainsi aller du RP classique du sud-est au « rustique », en allant vers l'ouest du Kent, Sussex, du Hampshire au Dorset et au Devon jusqu'à la Cornouaille où le cornique (langue d'origine celtique) est encore parlé par quelques personnes. Le cornique a eu une influence considérable sur l'accent et les usages locaux tel qu'on peut encore le remarquer chez les aînés.
L'Estuary English (ou « anglais de l'estuaire » en référence à celui parlé dans la région de Londres) a gagné en influence des dernières décennies : il a quelques caractéristiques de l'RP et certaines du cockney. À Londres même une variété d'accents locaux existent, dont certains furent influencés par les tournures antillaises.
Des études commencées en 1979 par l'Inner London Education Authority ont permis de découvrir que plus de cent langues sont parlées dans les familles des écoliers de la ville. Par conséquent, les Londoniens ont des accents différents selon leur âge, leur ethnie, quartier, leur classe sociale ou encore leur niveau d'éducation.
À la suite d'une migration importante vers le Northamptonshire dans les années 1940, les accents locaux ont beaucoup évolué. Ainsi on y trouve aujourd'hui un accent connu sous le nom de Kettering qui est un mélange de plusieurs accents tels que ceux des Midlands de l'Est, de l'Est-Anglie, de l'anglais écossais et du cockney. Par ailleurs, dans la ville de Corby à quelques kilomètres au nord, on trouve le « corbyite » qui, contrairement à l'accent kettering, est principalement basé sur l'écossais à la suite de l'afflux de travailleurs écossais dans l'industrie de l'acier.
En dehors du Sud-Ouest dans la seule Angleterre existent d'autres familles d'accents distincts :
- West Country (Angleterre du Sud-Ouest)
- East Anglian
- Midlands de l'Ouest (Black Country, Birmingham)
- Midlands de l'Est
- Liverpool et Wirral (Scouse)
- Manchester (Mancunian) et autres accents de l'Est du Lancashire accents
- Yorkshire (qui varie beaucoup d'une zone à l'autre)
- Newcastle (Geordie) et les accents du Nord-Est de l'Angleterre

Il existe aussi des différences entre les accents écossais :
- Glasgow et Strathclyde (Glaswegian/accent de l'Ouest de l'Écosse ou "Weegie")
- Édimbourg et Lothian (accent de l'Est de l'Écosse)
- Aberdeen et Grampian (Aberdonien/accent du Nord-Ouest)
- Dundee et Fife
- Inverness et Highlands

Bien que certains des accents régionaux puissent parfois sembler difficiles à comprendre pour quelques anglophones venant d'autres pays, la plupart des « anglais britanniques » sont mutuellement intelligibles.
Cependant les moyens de communication modernes ainsi que les médias de masse ont contribué à estomper ces différences de manière significative. Très peu de films britanniques ont été doublés lors de leur sortie aux États-Unis, mais ce fut le cas pour certains dans lesquels des dialectes sont particulièrement présents, comme Kes, en dialecte de Barnsley, et Trainspotting, en dialecte d'Édimbourg.
Par ailleurs, la plupart des Britanniques sont capables de rendre leur accent plus neutre à volonté pour réduire les difficultés de compréhension en présence de non-anglophones[réf. souhaitée]. Ce phénomène est connu en linguistique sous le terme d'alternance codique.

## Standardisation
Comme c'est le cas de l'anglais dans le monde entier, celui parlé au Royaume-Uni et en Irlande est plutôt encadré par des conventions que par des règles formelles : il n'y a pas d'équivalent de l'Académie française ou de l'Académie royale espagnole et les dictionnaires de référence (tels que l’Oxford English Dictionary, le Longman Dictionary of Contemporary English, Chambers Dictionary, Collins Dictionary) répertorient les usages plutôt que de les prescrire. D'autre part, le vocabulaire et les usages varient avec le temps ; de nouveaux mots sont empruntés et de nombreux néologismes apparaissent constamment.
Pour des raisons historiques (la progressive domination de Londres au cours du IXe siècle), la langue parlée à Londres et dans les Midlands de l'Est est devenue l'anglais standard à la cour et s'est progressivement étendue au droit, au gouvernement, à la littérature et à l'enseignement en Grande-Bretagne. L'anglais britannique moderne a principalement été standardisé dans A Dictionary of the English Language (1755), de Samuel Johnson. D'autres auteurs à cette époque avaient déjà joué un rôle important dans ce processus.
L'Écosse qui forma l'Union avec l'Angleterre en 1707, compte encore quelques aspects de standardisation différents, particulièrement pour ce qui concerne son système judiciaire et législatif autonome.
Depuis le début de XXe siècle, de nombreux ouvrages écrits par des britanniques comme «guides» de la grammaire et des usages anglais ont été publiés. Peu d'entre eux ont eu assez de succès pour être publiés et réédités sur de longues périodes. On compte parmi eux le travail de Fowler Modern English Usage et The Complete Plain Words de sir Ernest Gowers.
Des explications détaillées sur beaucoup des aspects de l'orthographie britannique pour les publications sont régulièrement rééditées par le journal The Times, l'Oxford University Press et la Cambridge University Press entre autres.
Les recommandations de l'Oxford University Press originellement rédigées sur une page par Horace Henry Hart étaient en leur temps (1893) les premières du genre en anglais. Elles se sont progressivement étoffées et furent publiées en tant que Hart's Rules («les règles de Hart») et plus récemment (2002) en tant que composante de l’Oxford Manual of Style comparable en influence au Chicago Manual of Style pour l'anglais américain. L’Oxford Manual comprend un ensemble de recommandations à destination des auteurs au cas où leur maison d'édition ne leur en indiquerait aucune.

## Le coup de glotte comme substitut au /t/
En anglais informel, le phonème /t/ est fréquemment remplacé par un coup de glotte (sauf en début de mot), comparable à ce qu'on peut trouver avec un h aspiré en français. Autrefois considéré comme une caractéristique du cockney, il est devenu commun à travers la Grande-Bretagne. Encore considéré comme incorrect dans certains mots, comme dans water (« eau »), il est accepté lorsqu'il est en fin de mot, comme dans that (« cela »).
Contrairement à l'anglais américain, le /t/ entre deux voyelles reste /t/ dans la langue courante à formelle.
Exemples :
- better > /ˈbɛtə/, /ˈbɛtəɹ/ (GB)- /ˈbɛɾɚ/(US)
- water > /ˈwɔːtə/, /ˈwɔːtəɹ/ (GB) - /ˈwɔɾɚ/ (US)
- little > /ˈlɪtəl/ (GB) - /ˈlɪɾəl/ (US)
- city > /ˈsɪti/ (GB) - /ˈsɪɾi/ (US)

## La non-prononciation des «r»
En anglais d'Angleterre (Eng.Eng.), surtout dans le Sud (ainsi qu'en anglais australien, en anglais néo-zélandais et en anglais sud-africain) les « r » (/ɹ/) en position finale ou après une voyelle ont tendance à ne pas être prononcés.
Exemples:
- better > /ˈbɛtə/ (Eng.Eng.) - /ˈbɛtəɹ/ (Scot. Ir.)
- water >  /ˈwɔːtə/ (Eng.Eng.) - /ˈwɔːtəɹ/ (Scot. Ir.)
- guard >  /ɡɑːd/ (Eng.Eng.) - /ɡɑːɹd/ (Scot. Ir.)
- are >  /ɑː/ (Eng.Eng) - /ɑːɹ/ (Scot. Ir.)
- bird > /bɜːd/ (Eng.Eng.) - /bɜːɹd/ (Scot. Ir.)
- girl >  /ɡɜːl/ (Eng.Eng) - /ɡɜːɹl/ (Scot. Ir.)

## Prononciation des voyelles: Nord et Sud
En anglais d'Angleterre aussi, il y a des différences de prononciation de deux voyelles particulières entre le Nord et le Sud de l'Angleterre. La première est le remplacement de /ʌ/ par /ʊ/ ; la deuxième est le remplacement dans certains cas de /ɑː/ par /æ/, en commun avec l'anglais américain.
Exemples:
- come > /kʌm/ (Sud) - /kʊm/ (Nord)
- must > /mʌst/ (Sud) - /mʊst/ (Nord)
- lunch > /lʌntʃ/ (Sud) - /lʊntʃ/ (Nord)
- glass > /ɡlɑːs/ (Sud) - /ɡlæs/ (Nord)
- demand > /dəˈmɑːnd/ (Sud) - /dəˈmænd/ (Nord)
- after > /ɑːftə/ (Sud) - /æftə/ (Nord)

### Ouvrages de référence
- (en) Tom McArthur, Oxford Guide to World English, Oxford, Oxford University Press, 2002, 501 p. (ISBN 0-19-866248-3 et 0-19-860771-7).
- (en) Melvyn Bragg, The Adventure of English : 500 AD to 2000 : the Biography of a Language, Londres, Sceptre, 2004, 354 p. (ISBN 0-340-82993-1).
- (en) Pam Peters, The Cambridge Guide to English Usage, Cambridge, Cambridge University Press, 2004, 608 p. (ISBN 0-521-62181-X).
- (en) John Simpson, Oxford English Dictionary, Oxford, Oxford University Press, 1989, 2e éd.